# NK-33
Le NK-33 et sa variante le NK-43 sont des moteurs-fusées de 150 tonnes de poussée conçus et construits dans les années 1960 et début des années 1970 par la société soviétique Kouznetsov. Ils étaient destinés à propulser le lanceur lourd soviétique N-1, développé dans le cadre du programme lunaire habité soviétique. Le moteur NK-33 présente le rapport poussée sur poids le plus élevé de tous les moteurs-fusées existants tout en ayant une très bonne impulsion spécifique. Le NK-33 est sur de nombreux plans le moteur-fusée utilisant le mélange oxygène liquide/kérosène le plus performant jamais créé. Il existe également une version dérivée, le NK-43, conçue pour propulser un étage supérieur : sa tuyère, plus longue, est optimisée pour un fonctionnement en altitude, là où la pression de l'air ambiant est faible ou nulle. Il fournit une poussée plus importante et a une meilleure impulsion spécifique, mais il est plus long et plus lourd.
À la suite de l'abandon du programme lunaire soviétique, le NK-33, dont plus de 150 exemplaires avaient été construits, est resté sans emploi malgré ses performances remarquables. À la suite de la libéralisation de l'économie russe, plusieurs sociétés occidentales ont envisagé de l'utiliser et le constructeur Aerojet a acquis plusieurs moteurs ainsi que la licence. Il est finalement retenu pour propulser le premier étage du lanceur de moyenne capacité Antares d'Orbital Sciences dont le premier vol a eu lieu en 2013. Il équipe également le premier étage du nouveau lanceur léger russe Soyouz 2.1v dont le premier vol a eu lieu en décembre 2013.

## Caractéristiques techniques
Le NK-33 et le NK-43 ont été développés respectivement à partir des NK-15 et NK-15V. Tous ces moteurs sont des moteurs à ergols liquides à combustion étagée. Cette technique a été développée par les soviétiques au début des années 1960 : une partie des ergols sont brûlés dans une chambre de précombustion pour actionner les turbopompes et les gaz en sortie sont réinjectés dans la chambre de combustion. Cette architecture permet d'utiliser l'ensemble des gaz pour générer la poussée et d'obtenir une pression élevée dans la chambre de combustion ce qui se traduit par un rendement plus élevé (une impulsion spécifique supérieure). Dans le cas du NK-33 la chambre de précombustion reçoit un mélange contenant un excès d'oxygène pour abaisser la température des gaz qui circulent dans la turbopompe. Cette technique n'est pas utilisée habituellement car les gaz riches en oxygène forment un mélange très corrosif qui tend à attaquer le métal. De tels moteurs utilisant un mélange riche en oxygène n'ont jamais été construits avec succès aux États-Unis. La tuyère est réalisée en métal ondulé, soudé à un revêtement extérieur et intérieur, donnant une structure simple, légère mais solide. En outre, comme le NK-33 brûle du LOX et du kérosène, qui ont des densités similaires, un arbre rotatif unique est utilisé par les deux turbopompes. Ce choix permet d'obtenir un moteur extrêmement léger, avec un rapport poussée sur poids dans le vide de 136,66 pour 1, le plus élevé de tous les moteurs existants. Compte tenu de sa tuyère plus longue, plus lourde, le rapport poussée sur poids du NK-43 est moins favorable : 120:1.
La technique du moteur à combustion étagée utilisant un mélange riche en oxygène se retrouve dans les moteurs russes RD-170/-171, et leurs dérivés RD-180 et RD-191, récemment développés. Ces moteurs utilisent une configuration à chambre de combustion et tuyères multiples comme les moteurs RD-107/108 de la fusée Soyouz, ce qui les empêche d'atteindre le rapport poussée/poids particulièrement élevé des NK-33 et NK-43.

## Historique

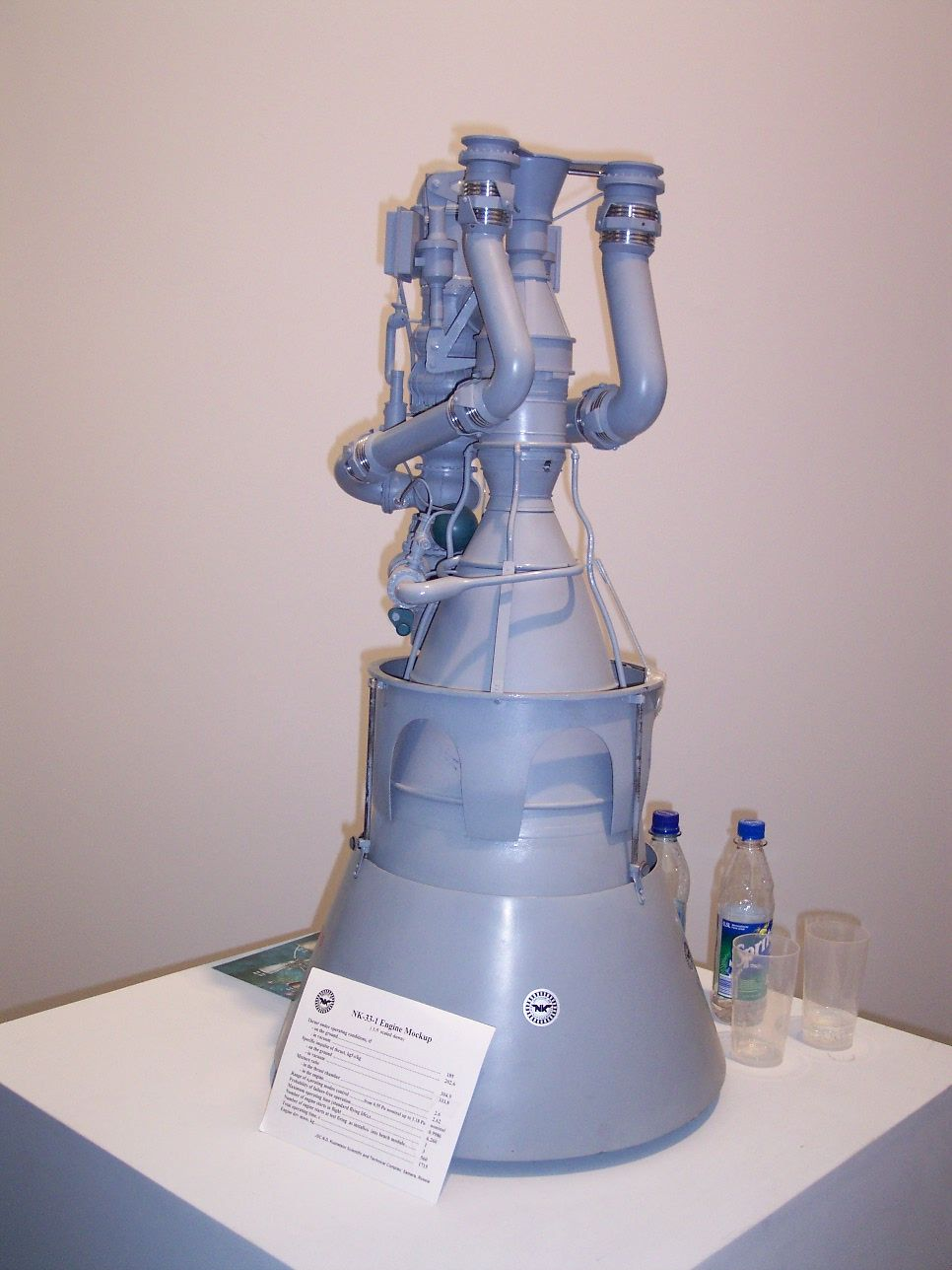
Maquette du NK-33-1 (NK-33 avec une extension de tuyère).

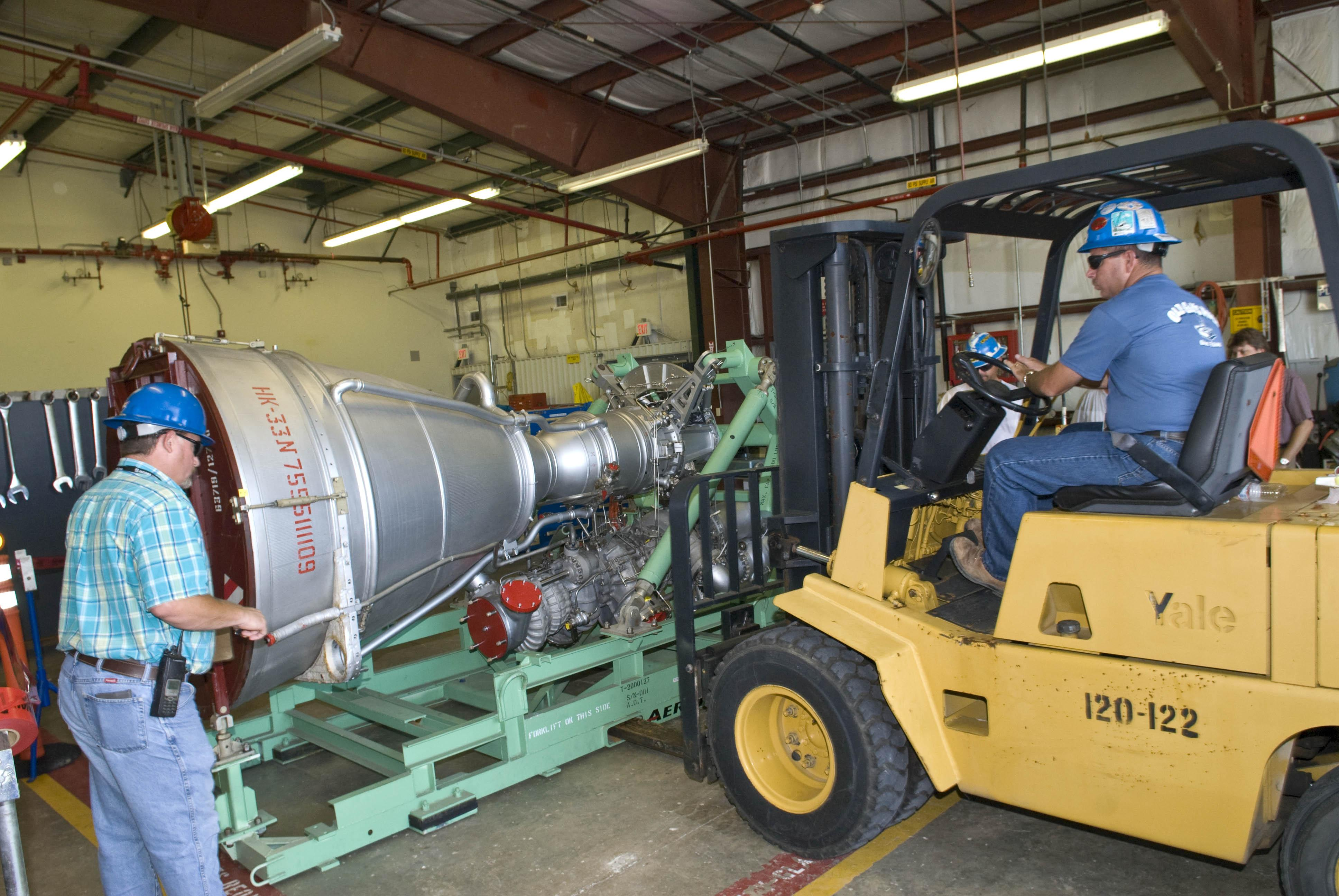
Un moteur-fusée Aerojet AJ26 livré au John C. Stennis Space Center.

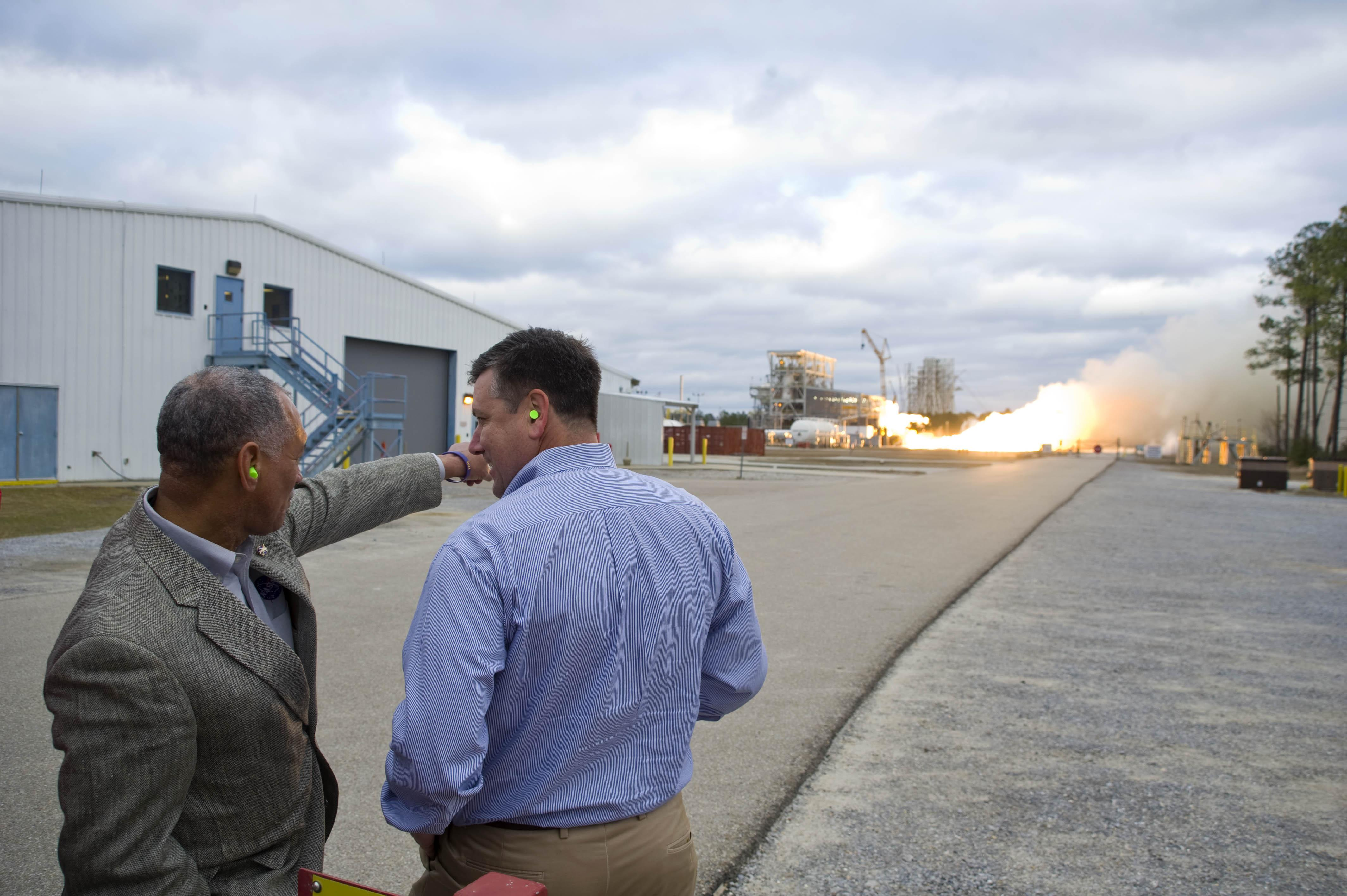
L'administrateur de la NASA Charlie Bolden (à gauche) et le directeur du Stennis Space Center Patrick Scheuermann regardant un tir d'essai du premier moteur de vol Aerojet AJ2.

Le lanceur N-1 utilise à l'origine des moteurs NK-15 pour son premier étage, et des moteurs modifiés, optimisés pour les hautes altitudes, les NK-15V pour son deuxième étage. Après quatre échecs consécutifs, le projet est arrêté. Entre-temps, Kuznetsov a développé une version plus puissante de ses moteurs les NK-33 et NK-43, respectivement qui doivent propulser une version évoluée du lanceur le N-1F. Mais la course à la Lune avec la NASA est perdue et le développement du lanceur lourd N-1 est arrêté tandis que le développement de la navette spatiale Energia débute. Lorsque le programme N-1 est arrêté, les responsables soviétiques décident de faire disparaître toute trace de leur programme lunaire dont ils avaient toujours nié l'existence. La destruction des moteurs NK-33 déjà construits est ordonnée mais l'ordre est ignoré et la majorité des moteurs est préservée et ceux-ci sont entreposés dans un entrepôt. Près de trente ans après leur construction, les industriels occidentaux s'intéressent à ces moteurs très performants dont ils ont appris l'existence. Un NK-33 est emmené aux États-Unis, et ses spécifications précises ont été démontrées sur un banc d'essai.
Environ 150 moteurs ont survécu à l'ordre de destruction. Les moteurs utilisent une technique qui est toujours aussi performante 30 ans après. Dans le milieu des années 1990, la Russie vend 36 moteurs à Aerojet General pour 1,1 million de dollars pièce. Cette société acquiert également une licence pour la production de nouveaux moteurs. Aerojet renomme les NK-33 AJ26-58 et AJ26-59, et les NK-43, AJ26-60. Kistler Aerospace, maintenant appelé Rocketplane Kistler (en) (RpK), a conçu sa fusée K-1 autour de trois NK-33 et un NK-43. Le 18 août 2006, la NASA a annoncé que RpK avait été choisie pour développer son lanceur dans le cadre du Commercial Orbital Transportation Services pour la Station spatiale internationale. Le plan prévoyait des vols de démonstration entre 2008 et 2010. RpK aurait reçu jusqu'à 207 millions de dollars si elle avait rencontrée toutes les étapes de la NASA,,, mais le 7 septembre 2007, la NASA a publié une lettre d'avertissement par défaut qu'elle mettrait fin à l'accord COTS avec Rocketplane Kistler dans 30 jours parce RpK n'a pas réuni plusieurs jalons du contrat.
Une variante de ce moteur a été développée pour améliorer le lanceur Soyouz, sur la Soyouz 2.1v, le moteur NK-33 remplace le RD-108 central. Le poids inférieur doit réduire les coûts.

## Utilisation
Orbital Sciences a choisi de propulser son lanceur de taille moyenne Antares, dont le premier vol a lieu en 2013 avec deux NK-33 (ou AJ26-58) installé au niveau de son premier étage. Les NK-33 ont été testés avec succès en 2010,. Le lanceur a effectué son premier vol en 2013. Cependant le 28 octobre 2014, 12 secondes après son lancement, le lanceur Antares dont c'était le cinquième vol explose à la suite d'une défaillance sans doute liée aux deux moteurs-fusées de type NK-33 qui le propulsent.
La société russe RKK Energia propose un lanceur Aurora-L.SK qui utilise un NK-33 pour propulser son premier étage et un Block DM-SL pour deuxième étage. TsSKB-Progress utilise le NK-33 pour propulser le premier étage de la version légère de la famille de fusée Soyouz baptisée Soyouz 2.1v et dont le premier vol a eu lieu le 28 décembre 2013.